# ウグイ

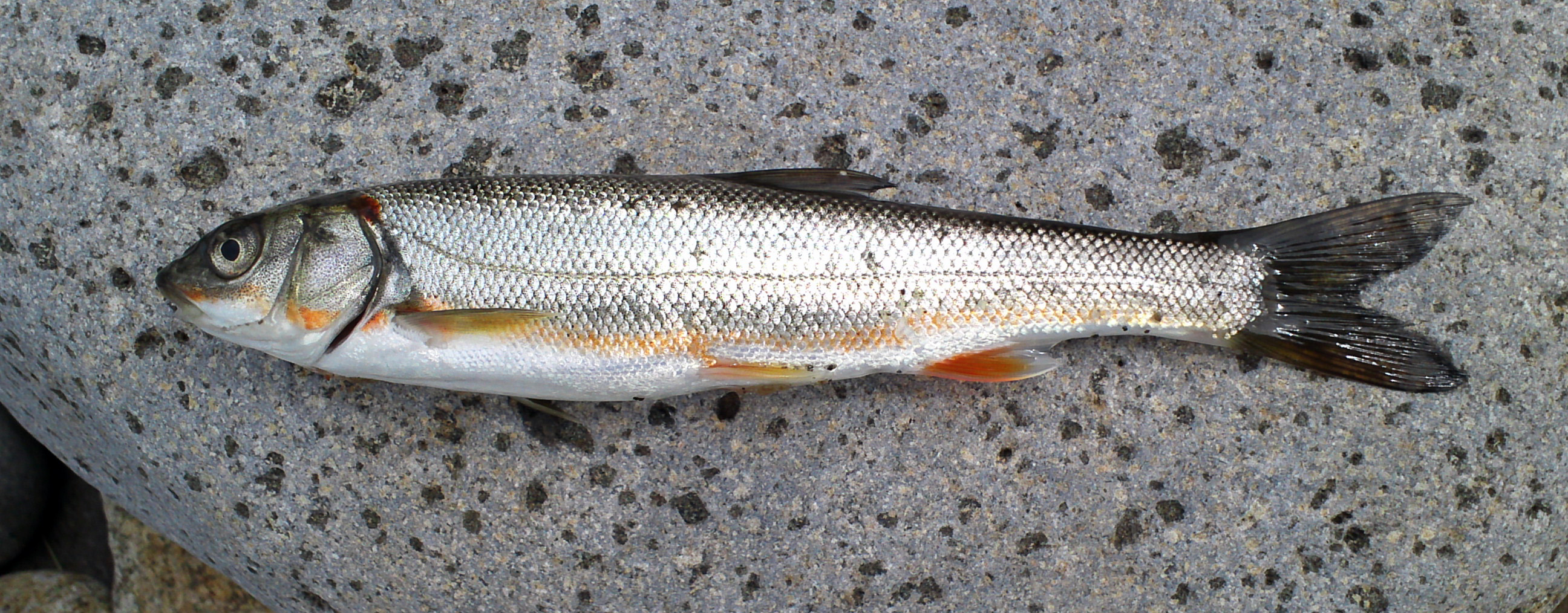
通常時の個体

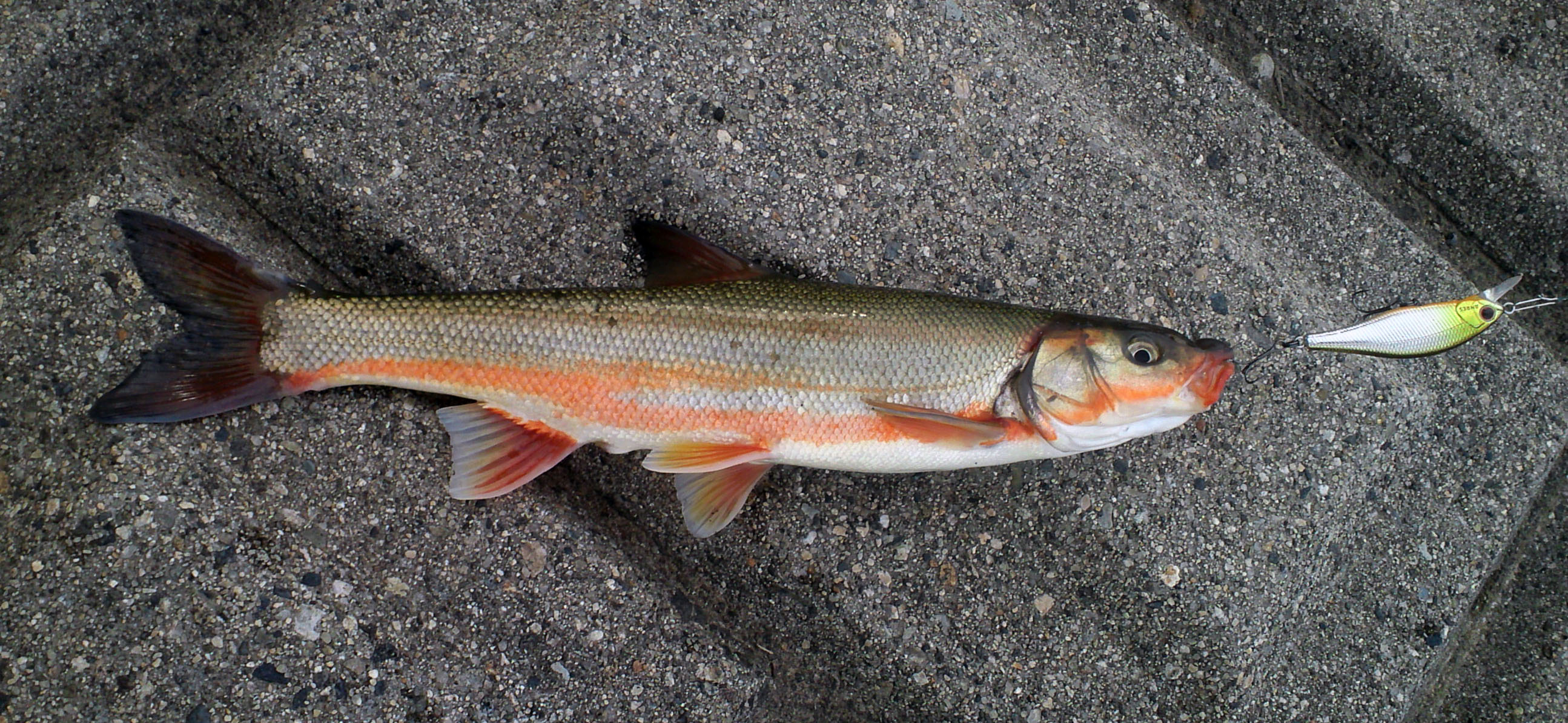
ルアーで釣り上げられた、鮮やかな婚姻色を具えた繁殖期の個体

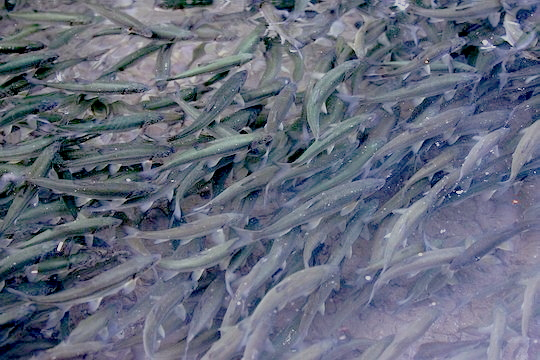
群泳するウグイ

ウグイ（鯎、石斑魚、鯏、学名：Tribolodon hakonensis）は、コイ科ウグイ亜科ウグイ属に分類される硬骨魚類の1種。基本的には淡水魚であるが、降海型（海に下るタイプ）もいる。

## 名称

### 和名
「鯎」は日本語に固有の漢字表記。「石斑魚」は、日本語と広東語で共通する用字である。
標準和名「ウグイ」の語源については、本種がスリムな体をしていることから、神事で御幣を掛けるために立てる神聖な杭である「斎杭（いくい）」が連想されたことに始まるとする説がある。また別に、「鵜がよく喰う魚」であることから「ウグイ（鵜喰）」と呼ばれたことに始まるとする説がある。さらには、水面近くを遊泳していることから「ウキウオ（浮魚）」と呼ばれたことに始めるとする説もある。一部では、海に降ったウグイを「オオガイ」と呼んで区別する。
地方名については、多くの地方でオイカワやカワムツなどと一括りに「ハヤ」と呼ばれている。関東地方を始めとする本種を指す呼び名としての「ハヤ」の普及は標準和名を凌ぐ地域もある。なお、姿がウグイに似た魚で「ハヤ」の通称をもつ魚としてはアブラハヤとタカハヤがいる。
棲息域の広大さから、本種には上記のほかにも数多くの地方名があり、「アイソ」「アカハラ」「クキ」「タロ」「ニガッパヤ」「イダ」「ヒヤレ」「デイス」「イス」「イダ」など、各地で独特の名前が付けられている。

### 中国語名
古来の日本語で「石斑魚」はウグイを意味するが、香港などの広東語圏では「石斑魚（拼音：sek6baan1yu2〈日本語音写例：セッパーンユー〉）」はハタ（cf. zh:鮨科#石斑魚屬（Epinephelus）, zh:石斑魚）を意味する。一方、北京語でウグイは「三塊魚（拼音：sānkuàihóng〈音写例：サーンクゥアィホォン〉）」または「珠星三塊魚（拼音：zhūxīng sānkuàihóng〈音写例：ヂゥーシィン サーンクゥアィホォン〉）」という。

## 生物学的特徴

### 形態
成魚の体長は最大50 cmに達するが、多数を占めるのは30 cm前後の個体。側面型は流水性コイ科淡水魚に共通する流線型を示す。
体色は全体にこげ茶色を帯びた銀色で、体側に1本の黒い横帯が走る。腹部は繁殖期以外には銀白色である。各鰭、特に腹鰭、尻鰭、及び尾鰭後端部は黄色味を帯びる。春（3月上旬から5月中旬）になると雌雄ともに鮮やかな3本の朱色の条線を持つ独特の婚姻色へ変化する。婚姻色の朱色の条線より「アカウオ」や「サクラウグイ」と呼ばれることもある。

### 生態
琉球諸島や四国瀬戸内側の一部を除く日本全国に分布。淡水棲で、河川の上流域から下流域に幅広く生息する。群れを組んで泳ぎ回るので、橋の上などから魚影を確認することができる。食性は雑食性。水生昆虫、水に落ちた昆虫、水底の苔、小さな魚、魚の卵、甲殻類などを捕食するほか、餌としてはミミズや残飯など何でも口にする。
繁殖期の春には、川の浅瀬で比較的流れの緩やかな直径2 - 5 cmの礫質の場所を選び、春から初夏にかけて集団で産卵する。
全国の河川でもっとも普通に見られた魚であるが、関東地方などの河川ではオイカワやカワムツが増えてウグイの生息域がだんだん上流に追いやられ、個体数が減少傾向にある。
幅広い水域で見られる魚ではあるが、特筆すべきは pH 4以下の強酸性でも生きられる点であり、強酸性のためにクニマスが絶滅した田沢湖や、恐山の宇曽利湖、屈斜路湖、猪苗代湖などでも生息している。また、水質汚染が激しい水域でも割合生息が可能である。
- 一生を河川で過ごす淡水型と一旦海に出る降海型がいる。降海型は北へ行くほどその比率が増す。
- 産卵行動は、水温が11 - 13 ℃に上昇する時期に始まり、直径2 mm程度で粘着性のある淡黄色の卵を、流速10 cm/s以下の緩流部で藻の付着していない小石に産み付ける。卵は水温13 ℃程度で約1 - 3週間かかり孵化する。孵化から1年目に約5 cm、2年目に10 - 15 cm程度に成長し、2 - 4年目で繁殖活動を行う。
- 雑食性であるため、生息域内の別の魚種の卵や稚魚を捕食する。この性質を利用するとブルーギルの増殖抑制に有効である可能性が示されている[9]。

#### 酸性適応機構
酸性下では、鰓（えら）の塩類細胞の形が変わり、かつ、数が増えている。通常、塩類細胞は1個ずつバラバラに上皮に存在しているが、宇曽利湖（恐山湖）のウグイでは多数の塩類細胞が濾胞を形成している。これにより体液のpH調整を行っている。
具体的には、Na+/H+ 交換輸送体 (NEH3) という827個アミノ酸基からなる分子の働きにより、Na+ を取り込み、交換に H+ を排出している。また、炭酸脱水酵素の働きによって細胞内に生じた炭酸水素イオン (HCO3-) を中和に利用している。さらに、窒素代謝によって生じたアンモニアも中和に利用している。通常の代謝系では、アンモニアは尿素回路で尿素に変換されて排出される。

## 近縁種
- エゾウグイ - 学名 Tribolodon ezoe。淡水型。北海道などの河川・湖沼に生息する。
- ウケクチウグイ - 学名 Tribolodon nakamurai。淡水型。絶滅危惧種。長野県、新潟県の信濃川水系の河川などに生息する。
- マルタ - 学名 Tribolodon brandti maruta。汽水域や内湾、沿岸域に生息し、産卵のために河川を遡上する遡河回遊魚。ウグイとマルタとは交雑しやすい。
- ジュウサンウグイ - 学名 Tribolodon brandtii brandtii

## 人間とのかかわり

### 料理
春から夏にかけては川魚独特の泥臭さがあるが、冬季の脂が乗った身は美味であり、「寒（かん）バヤ（バエ）」と呼ばれる。小骨が多いが、古くから日本各地でコイやフナなどと共に貴重な動物性の蛋白源として利用されて、甘露煮、塩焼き、天ぷら、燻製、いずしなどで食用にされる。しかし、横川吸虫などの寄生虫の問題が有るため生食は推奨されない。
東北地方の各地には、いずし（はやのいずし）にして食べる風習がある。しかし、いずしはウグイの腸管に生育するボツリヌス菌により、致死率が高い食中毒を引き起こす事例が多く報告された。また、滋賀県の鮒寿司（なれずしの一種）では、希少種である本来のニゴロブナの代わりに安価なウグイを用いることもある。
小矢部川のサクラウグイは郷土料理として親しまれている。

### 漁獲

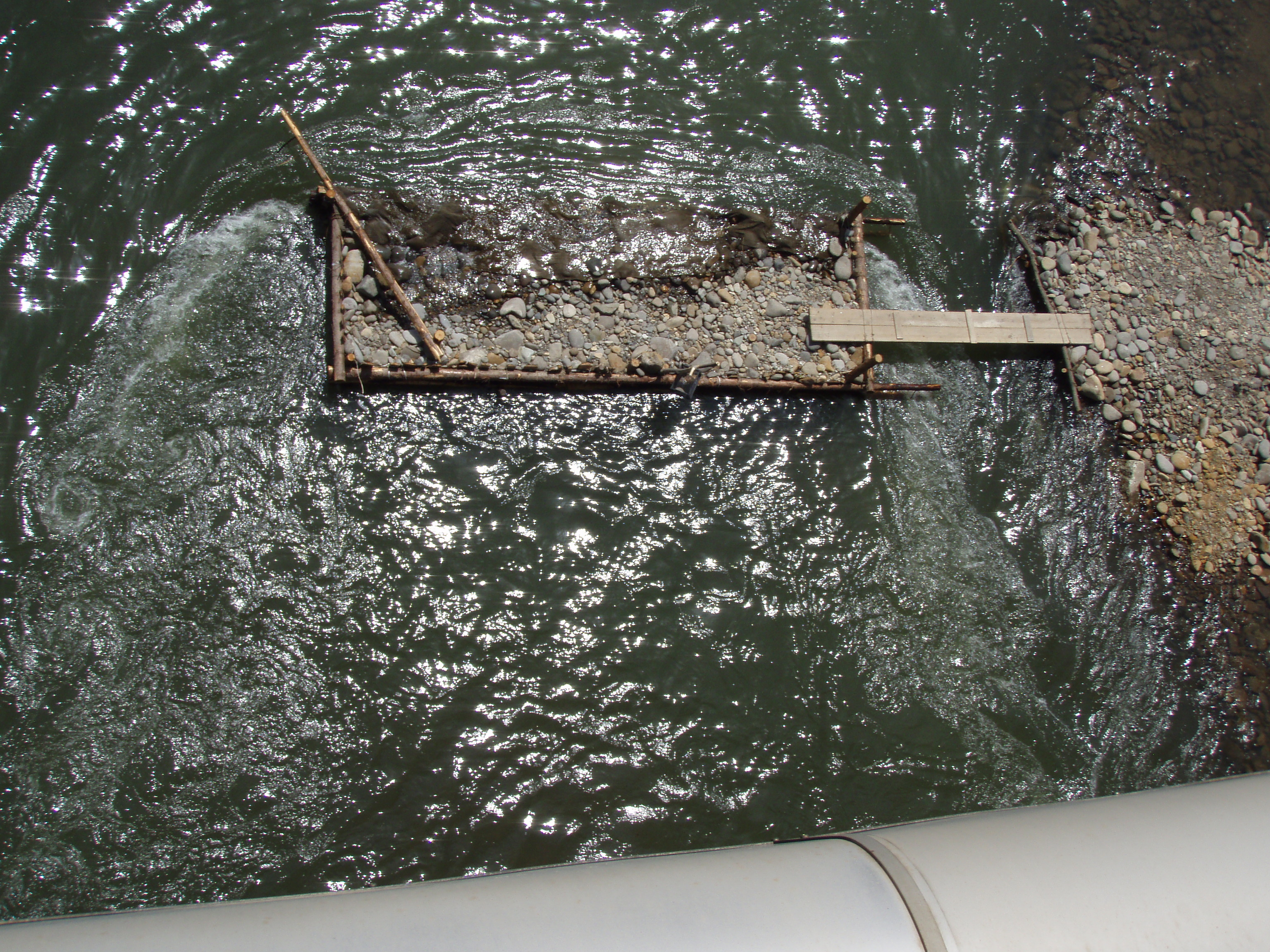
ウグイのつけば漁のために人為的に整えた流れ。

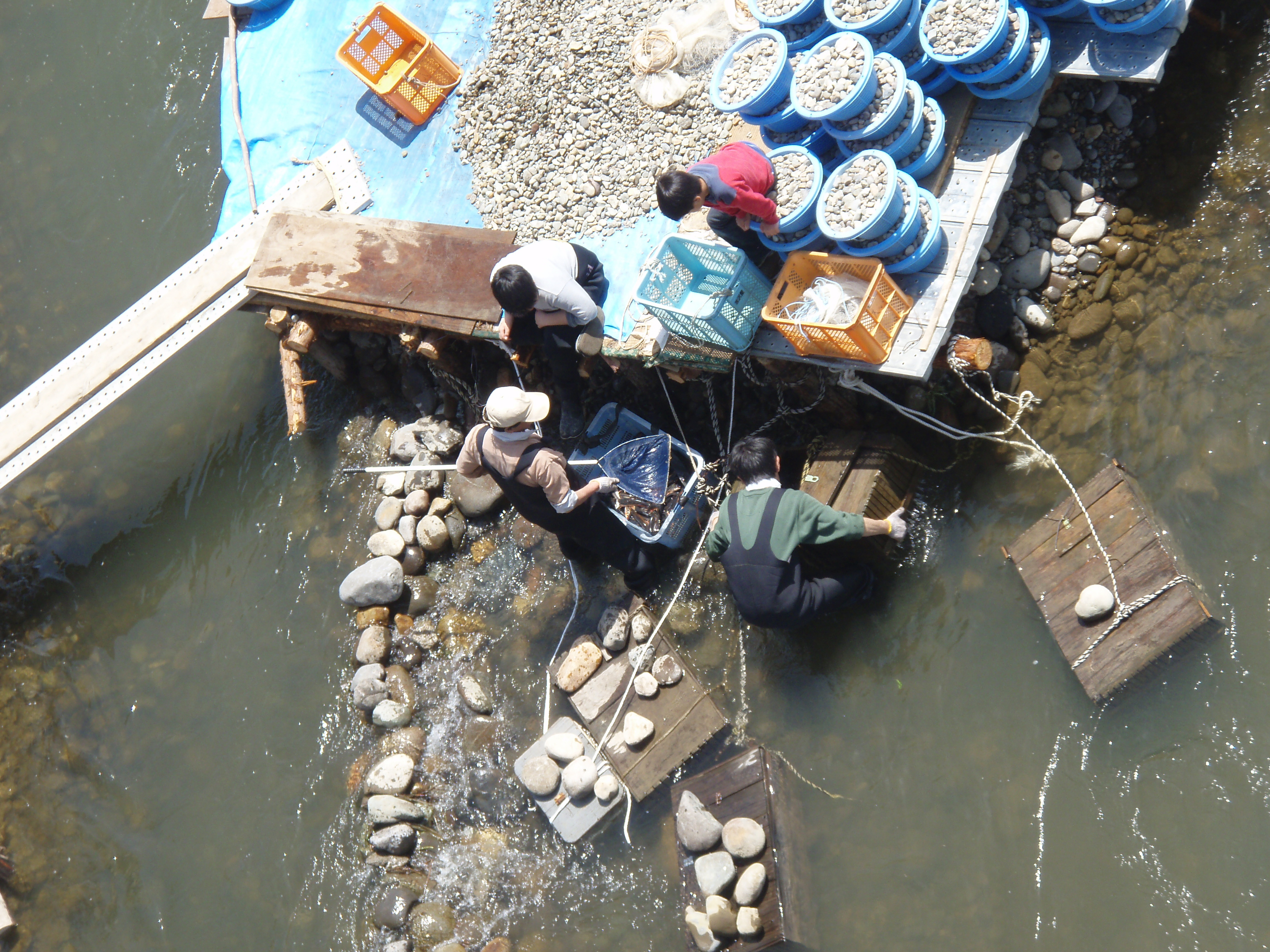
つけばでのウグイ漁獲風景

#### 漁業
- つけ場漁：専門の漁は4月から6月の産卵期に行われ事が多く、福岡県[14]や長野県の信濃川流域の一部地域では、流れの中に人工の産卵場所を作って網で捕獲し[15]川に隣接した小屋で料理を提供する[16]。
- せつき漁（瀬付漁）：山形県最上川流域など。産卵のために浅瀬に集まった魚を投網で捕獲する。
- アイソ漁：茨城県、群馬県などでは、アイソ漁と呼ばれる梁漁が行われている。

#### 遊漁
釣りが容易であり、レジャーでの釣りの対象としてオイカワ等と並び古来なじみ深い魚である。泳がせ釣り用の活き餌として釣られることもある。餌は水生昆虫や練り餌、ミミズなど様々なもので釣れる。河川では冬場の低水温期は水深のある流れの弱い場所に集まるため、集まったウグイを「寒バヤ」と呼び、釣りが行われる。オイカワと生息域が重なることも多く、生態が類似しているため、一緒に両者がかかることもある。河口部では生息域がハゼ等の食用魚と重なるため、ハゼを専門としている釣り人からは餌盗りの外道として嫌われている。
スピナー、スプーン等の小型ルアーを使うルアーフィッシングやフライフィッシングでも釣れる。引きは小さなサイズでもヤマメやイワナと区別できないくらい強力である。渓流釣りの外道として有名であるが、マス類の禁漁期のターゲットともされている。

### 文化
福島県河沼郡柳津町に所在する国の天然記念物「柳津ウグイ生息地」は古来「魚渕（うおぶち）」と呼ばれているが、古代からウグイに纏わる伝説に彩られている。
宮城県の北上川上流域に位置する登米市津山町横山（旧・本吉郡津山町横山、江戸幕藩体制下の陸奥国本吉郡横山代官所領）の横山不動尊では、不動尊の使いと扱われる（cf. 横山不動尊#横山のウグイ生息地）。